# Мичелена, Кольдо
Кольдо Мичелена Элиссальт (баск. Koldo Mitxelena Elissalt, также известен под испанским именем Луис Мичелена, исп. Luis Michelena; 20 августа 1915, Рентерия, Гипускоа — 11 октября 1987, Сан-Себастьян) — лингвист баскского происхождения, заслугой которого является создание унифицированного литературного языка басков — Euskara batua, а также доказательство происхождения баскского от аквитанского языка. Критиковал, наряду с Антонио Товаром, баско-иберскую гипотезу о родстве баскского языка с иберским. Преподавал на кафедре филологии Университета Страны Басков, был членом Эускальцайндии.

## Сочинения
- «Apellidos vascos» («Баскские фамилии») (1955)
- «Historia de la literatura vasca» («История баскской литературы») (1960)
- «Fonética histórica vasca» («Историческая фонетика баскского языка») (1961)
- «Lenguas y protolenguas» («Языки и праязыки») (1963)
- «Textos arcaicos vascos» («Архаичные баскские тексты») (1964)
- «Sobre el pasado de la lengua vasca» («Об истории баскского языка») (1964)
- «Mitxelenaren idazlan hautatuak» («Избранные сочинения Мичелена») (1972)
- «Koldo Mitxelena. Euskal idazlan guztiak» («Кольдо Мичелена. Полное собрание баскских сочинений»), Euskal klasikoak 21-29 (1988)
- «Orotariko euskal hiztegia» («Общий баскский словарь») (1987—2005)